# Головний залізничний вокзал (Львів)
Головни́й залізни́чний вокза́л (на львівській гварі «Двірець») — вокзал станції Львів. Головний вокзал Львова та Львівської залізниці.
1861 року збудовано перший вокзал у Львові, сучасна будівля на цьому ж місці зведена у 1904 році. Розташований за 3 км від центру міста на південний захід уздовж лінії Головного європейського вододілу з висотою 316 м над рівнем моря.
Вокзал обслуговує всі потяги далекого та місцевого сполучення, а також приміські потяги Краснянського, Рава-Руського, Сокальського та Луцького напрямків.

## Історія

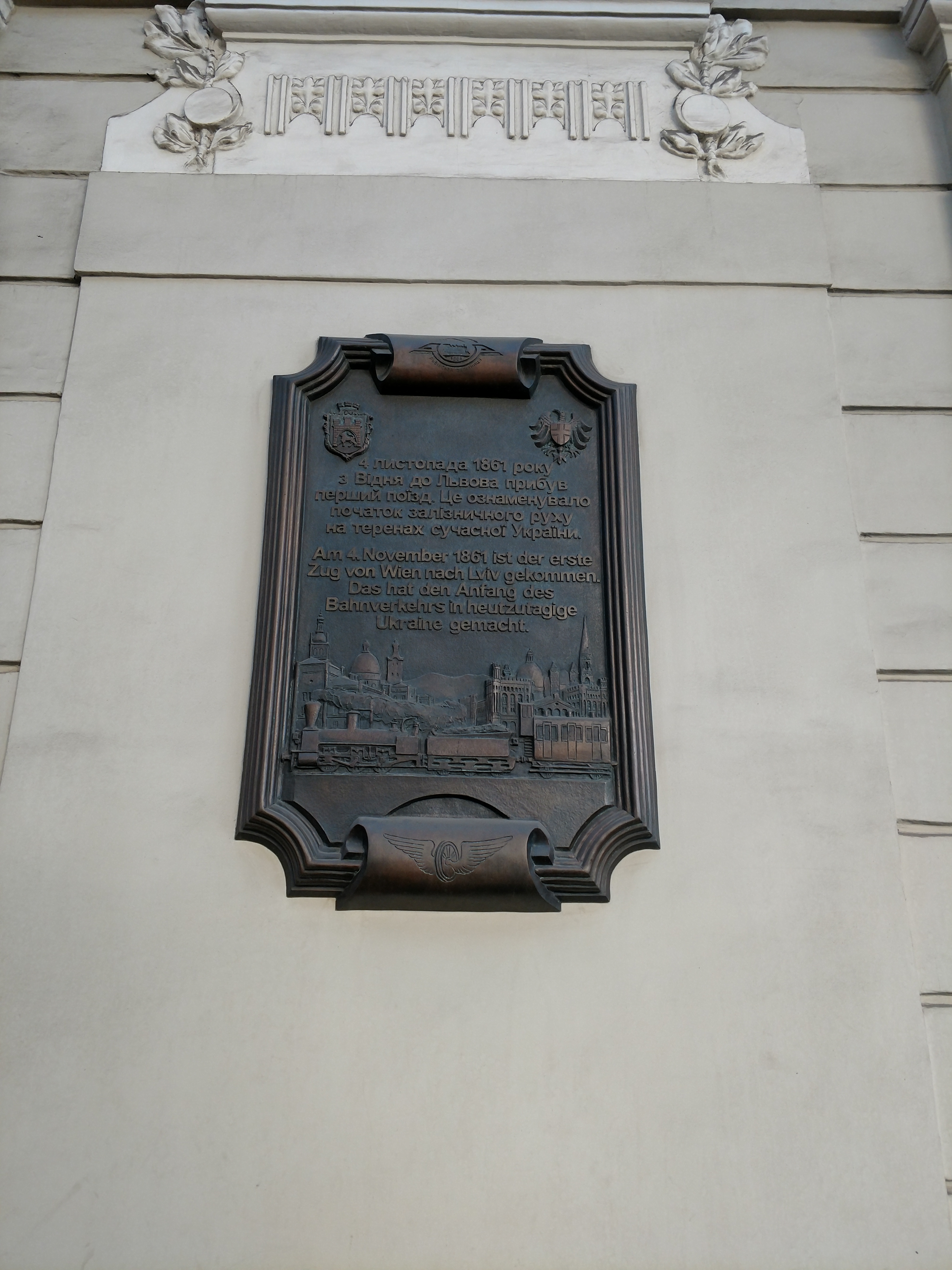
Фото історичного знаку на Львівському Залізничному Вокзалі, Україна, де написано: «4 листопада 1861 року з Відня до Львова прибув перший поїзд. Це ознаменувало початок залізничного руху на теренах сучасної України»

У 1841 році уряд Австрійської імперії затвердив Програму у справах залізниць, якою, серед іншого, було передбачено будівництво залізниць у Королівстві Галичини та Волині. Лінія з Відня до Львова мала бути збудована до 31 грудня 1863 року. Після цього місто мало бути сполучене з Бродами, Чернівцями та іншими містами коронної землі.
У 1858 році цісарсько-королівське Привілейоване товариство Галицьких залізниць імені Карла Людвіга отримало концесію на будівництво вокзалу у Львові. Будівництво велося на заболоченому узгір'ї на площі 67 моргів. Відкриття вокзалу відбулося одночасно з відкриттям руху Галицькою залізницею імені Карла Людвіга на ділянці Перемишль — Львів, 4 листопада 1861 року. О 14:30 прибув перший потяг у складі паротягу «Ярослав», двох пасажирських вагонів та чотирьох платформ. 24 листопада дирекція залізниці отримала дозвіл на регулярний рух потягів зі Львова до Відня і Кракова.

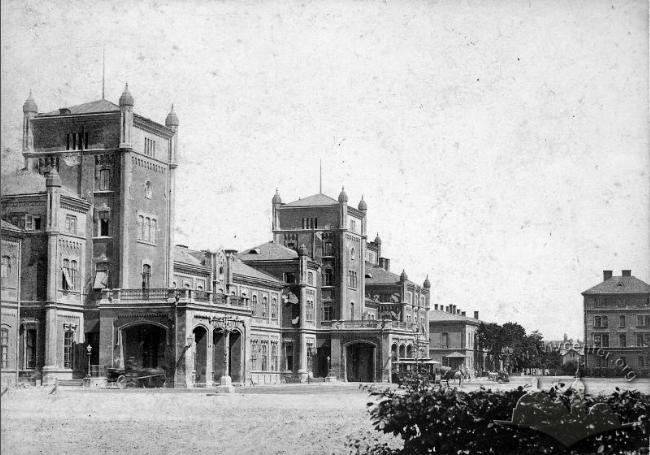
Перша споруда вокзалу (1890—1895)

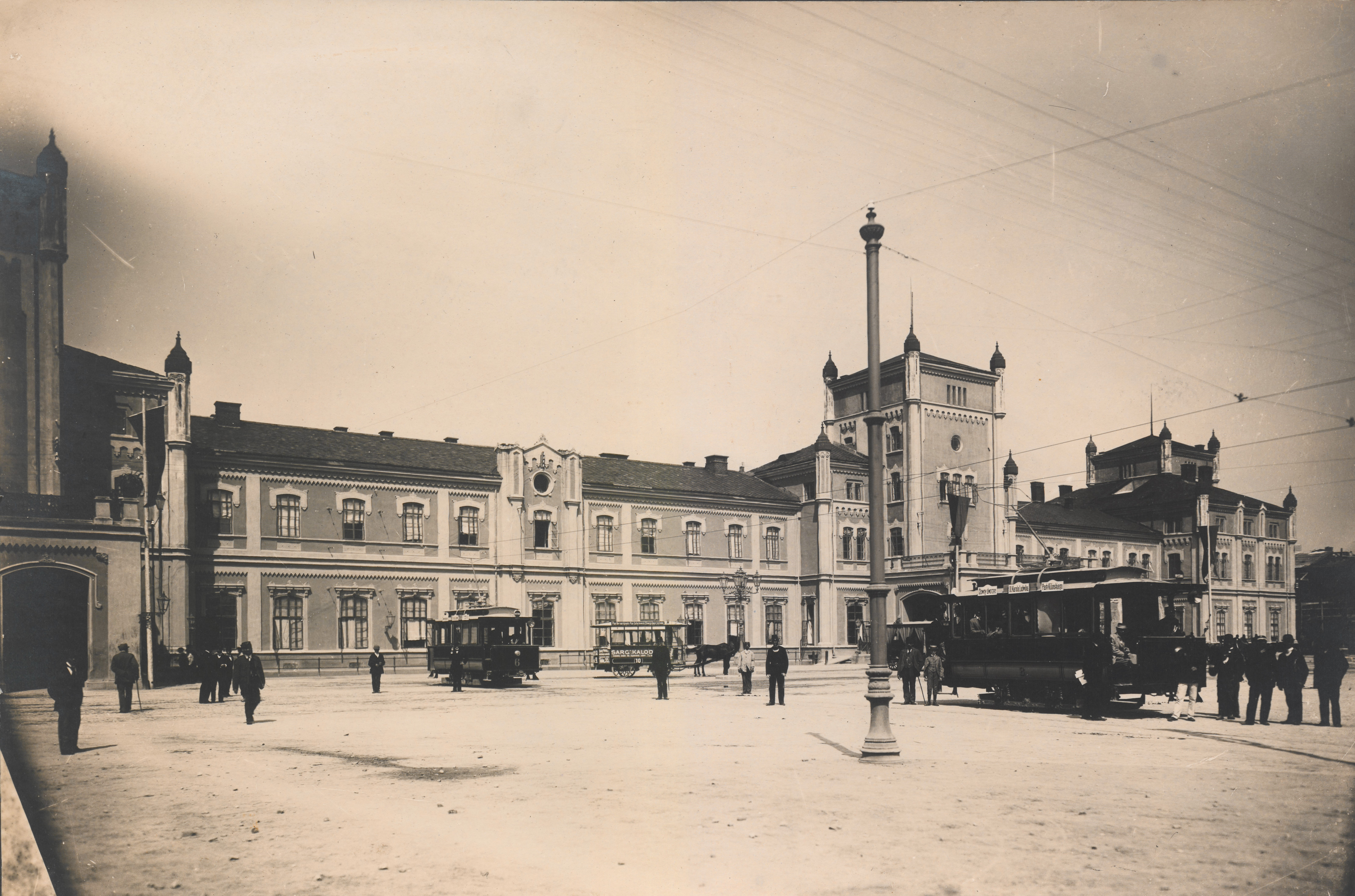
Головний залізничний вокзал (Львів) до 1900 року

У 1866 році відкрито рух до Чернівців, у 1869 році — до Бродів і кордону з Російською імперією, у 1881 році — до Тернополя і Підволочиська.
Споруда вокзалу була 70 сажнів завдовжки і 10 сажнів завширшки. У приміщенні розташовувалися зали очікування для пасажирів усіх класів, ресторан, кав'ярня, контори технічних служб і поліції, каса багажного відділення, поштове відділення. Поблизу будівлі вокзалу були розміщені два павільйони для контор і помешкань службовців, вагонне депо з чотирнадцятьма вагонами, казарми для наглядачів і залізничних робітників, ремонтні майстерні, склади. Персонал вокзалу становив 38 осіб: начальник, 26 службовців, 10 наглядачів і лікар.
З побудовою Чернівецького вокзалу, між ними виникла конкуренція. Згодом їхні функції було розділено: Чернівецький вокзал приймав потяги з напрямку Кракова, Головний вокзал — з напрямку Чернівців.
1892 року залізниця стала власністю держави. Це пришвидшило притік інвестицій, відповідно, і будівництво нових ліній. Постало питання про будівництво у Львові нового залізничного вокзалу, адже існуючий не справлявся із зростаючим пасажиропотоком. У 1899 році було розглянуто і затверджено проєкт авторства Владислава Садловського, виконаний у 1898 році на підставі матеріалів директора залізниці Людвіка Вежбицького.

Львівські соколи на львівському вокзалі перед виїздом до Праги на VI-ий Всесокільський злет. Зліва направо — у 1-му вікні вагона: Т. Гвоздецький, Юрій Боднар; 2-му вікні: Франтішек Коргонь, Йосиф Доманик; 3-му вікні: Степан Гайдучок, до якого стоячи на пероні звертається Іван Боберський; 4-му вікні: Олександр Гошовський. На пероні зліва направо — 2-й: Степан Гасюк, 5-й: Гузар, 6-й: Федусевич.

Будівництво розпочато у 1902 році на місці старого вокзалу. Будівельні роботи виконувала фірма Івана Левинського, Альфреда Захаревича та Юзефа Сосновського. Головний вхід та дебаркадер виконані за проєктом інженера Є. Зеленевського. Інтер'єри залів очікування 1 і 2 класів спроектував А. Захаревич, інтер'єри залів очікування 3 класу, ресторану та їдальні спроєктували Т. Обмінський та О. Лушпинський. Фронтон будівлі прикрасили скульптурами А. Попеля і П. Війтовича: жінка символізує залізницю і торгівлю, чоловік на леві — промисловість і місто Львів. Основним елементом оформлення головного вестибюля був вітраж «Архангел Михаїл» з панорамним видом Львова на тлі.
Вокзал відкрито 26 березня 1904 року. Після відкриття він був одним з найсучасніших у Європі.
20 червня 1915 року вокзал підпалили війська російської імператорської армії. що відступали зі Львова. Споруда також значно постраждала під час польсько-української війни 1918—1919 років. У результаті були знищені початкові інтер'єри та центральний портал вокзалу. Після переходу Львова до Польщі почалися роботи з відновлення вокзалу під керівництвом архітектора Генрика Заремби. У 1923 році на фасаді та всередині споруди встановлено кілька композицій Петра Війтовича. Повністю, перебудова львівського вокзалу завершилася лише у 1930 році.
Вокзал сильно постраждав від бомбардувань під час другої світової війни, яких зазнав уже з першого дня війни — 1 вересня 1939 року. Повне повоєнне відновлення завершилося лише у 1957 році.
У 2003 році, до 100-річчя споруди, вокзал було відреставровано.
У 2022 році приймав по 130 тисяч людей на день — саме стільки пасажирів приймав львівський вокзал у найскладніші моменти з початку повномасштабного вторгнення Росії.

## Структура

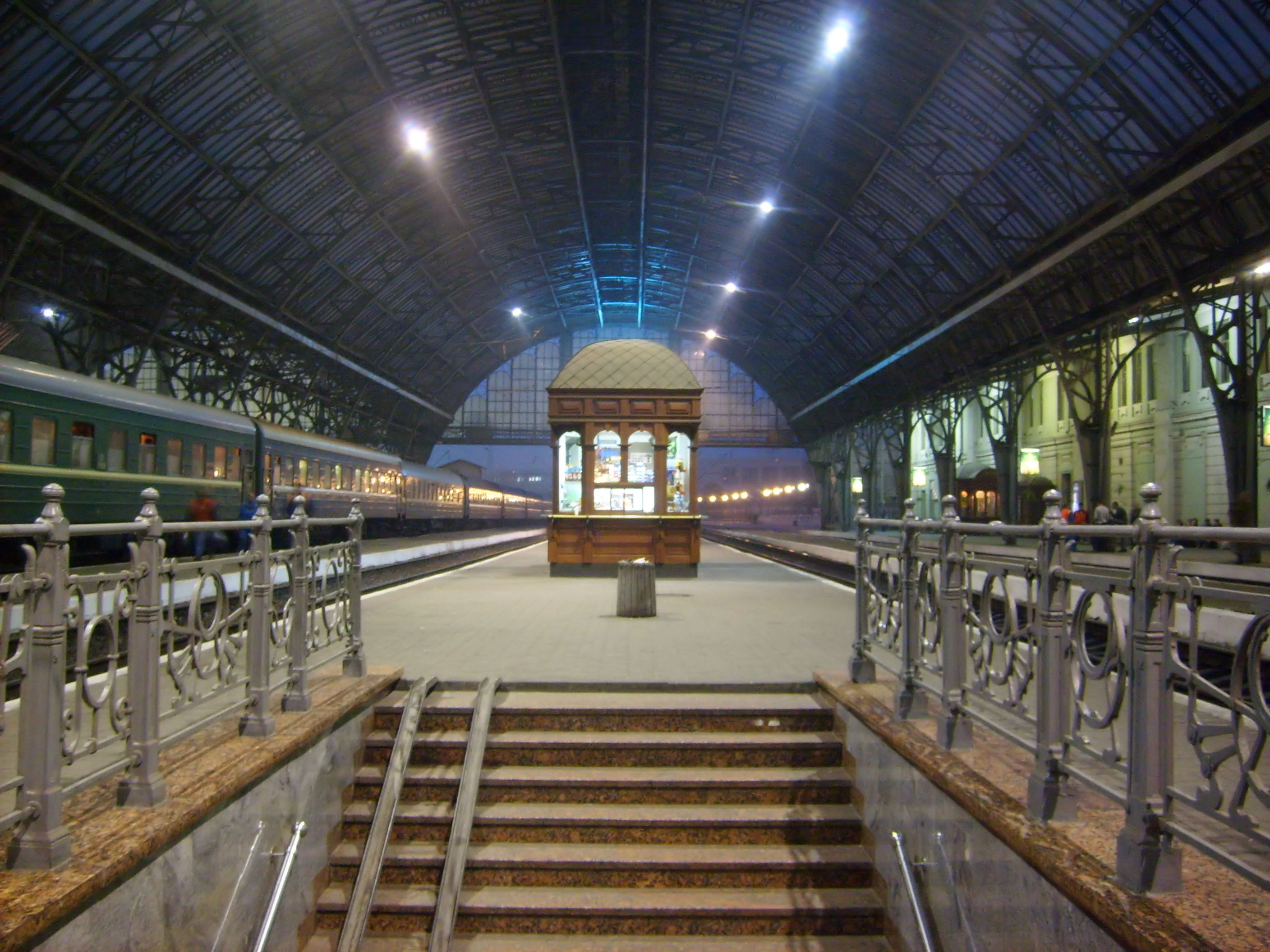
Перон вокзалу (2007)

Сьогодні у приміщенні вокзалу міститься: 1 касовий зал, 6 залів очікування різної комфортабельності, VIP-зал, зал офіційних делегацій, 3 бари, ресторан, перукарня, газетні та аптечні кіоски, кімнати відпочинку. Вокзал має 5 перонів, 8 колій (по одній колії біля першого та п'ятого перонів та по дві біля другого, третього, четвертого перонів). Вихід до перонів забезпечують три підземні переходи, а до першого перону, крім них, ще два зовнішні виходи. Над усіма перонами вокзалу знаходиться металево-скляний дебаркадер.
Аркові перекриття перонного дебаркадеру утворюють клепані зі сталі ферми великого радіусу, які заповнені броньованим склом. Загальна довжина конструкції — 159 м, ширина — 69 м. Металеві елементи каркаса виготовлені на комбінаті «Вітковіце» в Остраві (сучасна Чехія).
Поблизу вокзалу, на площі Двірцевій, знаходиться кінцева зупинка трамвайних маршрутів № 1, 4, 6, 9 та автобусних маршрутів № 10, 16, 29, 31, 32, 49а.

## Галерея

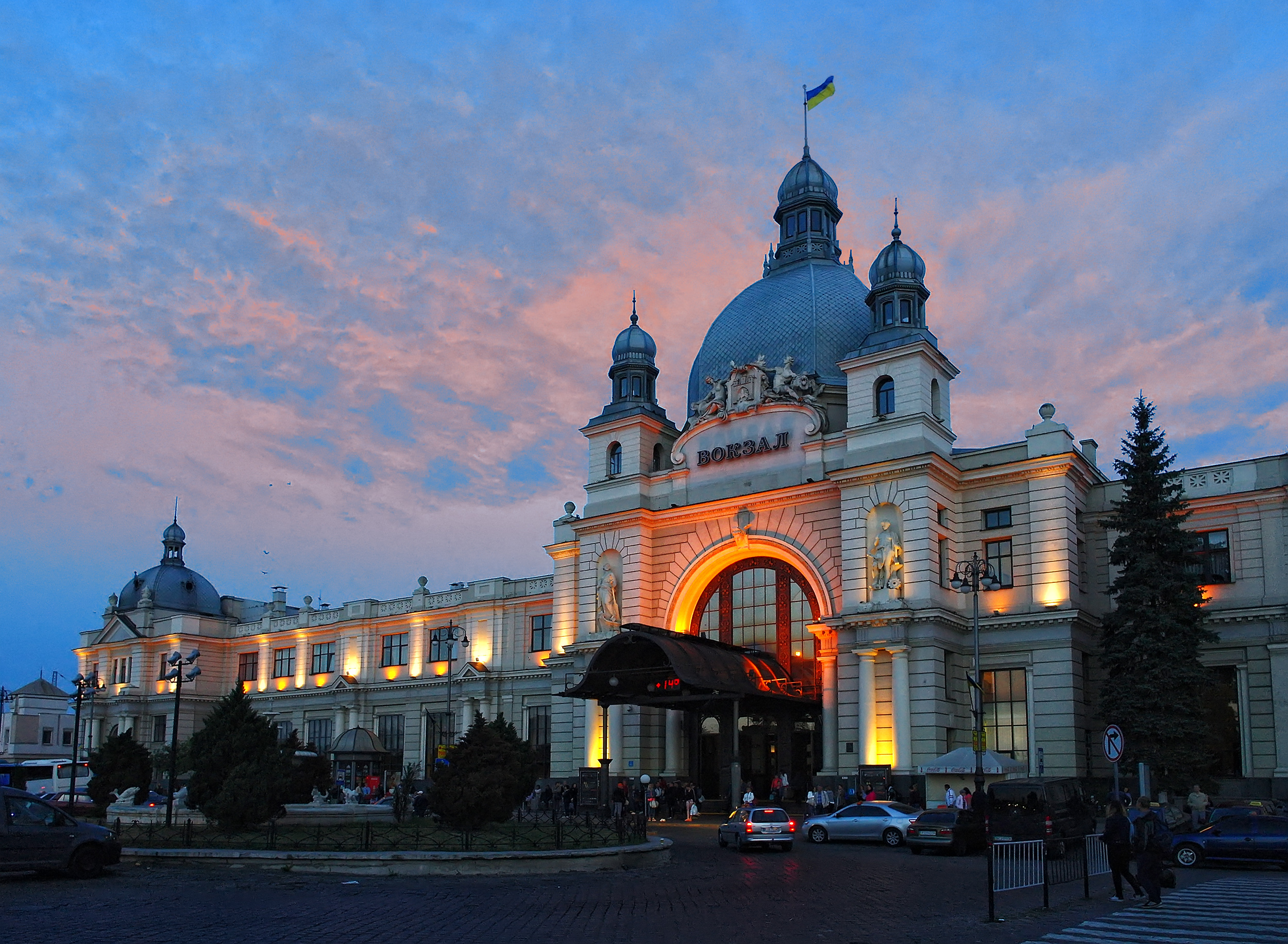
Фасад
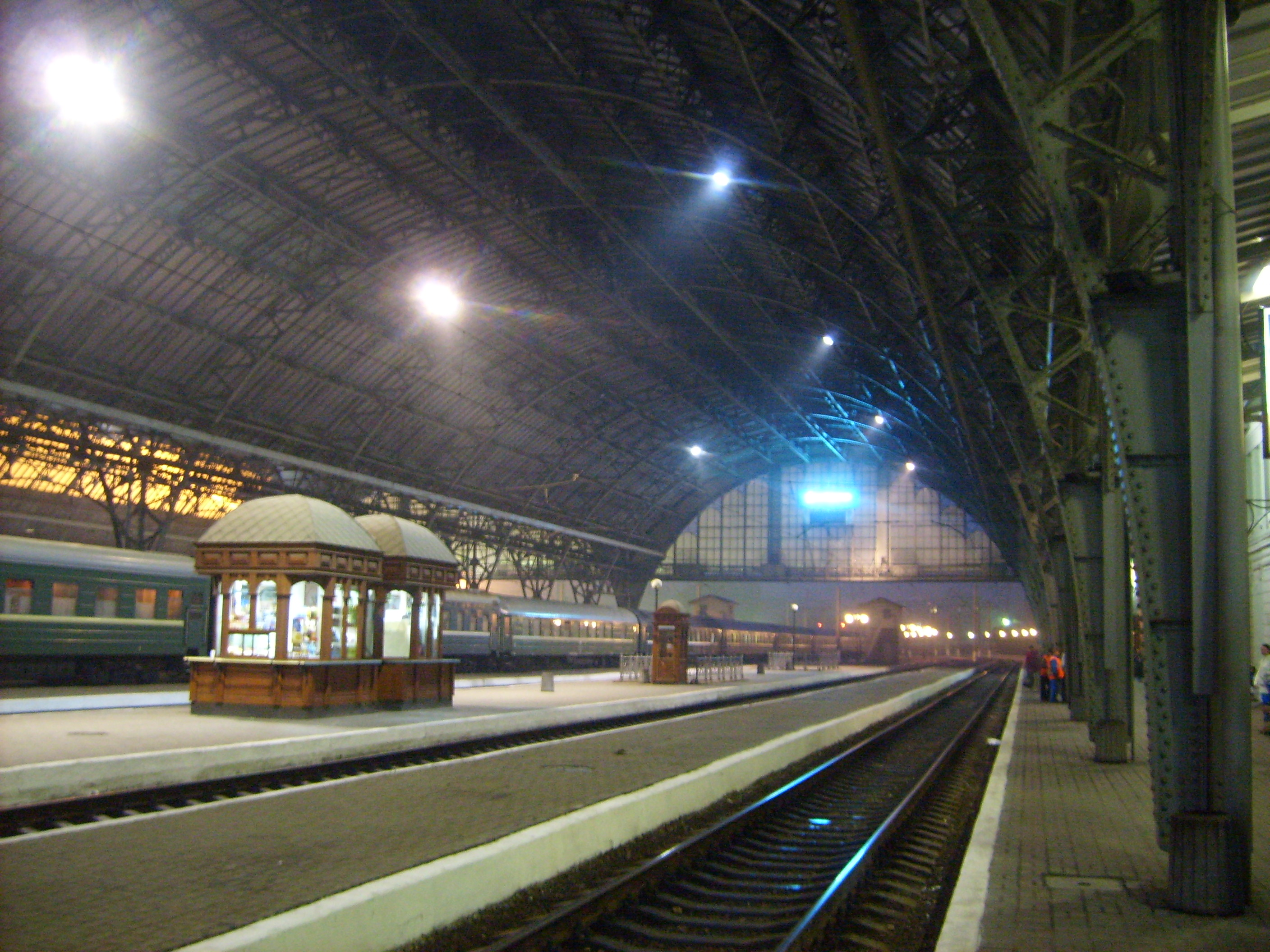
Перони
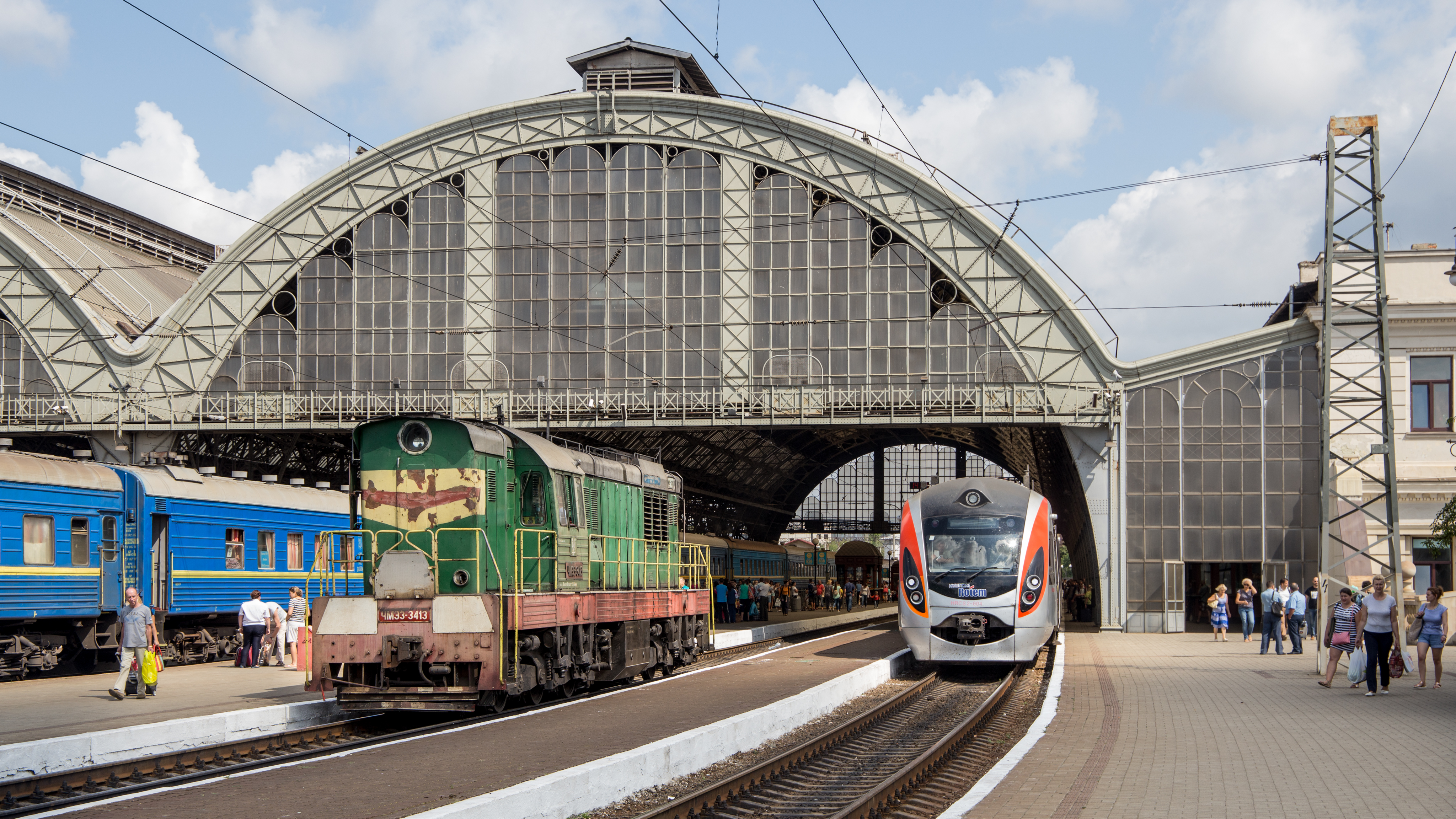
Перони
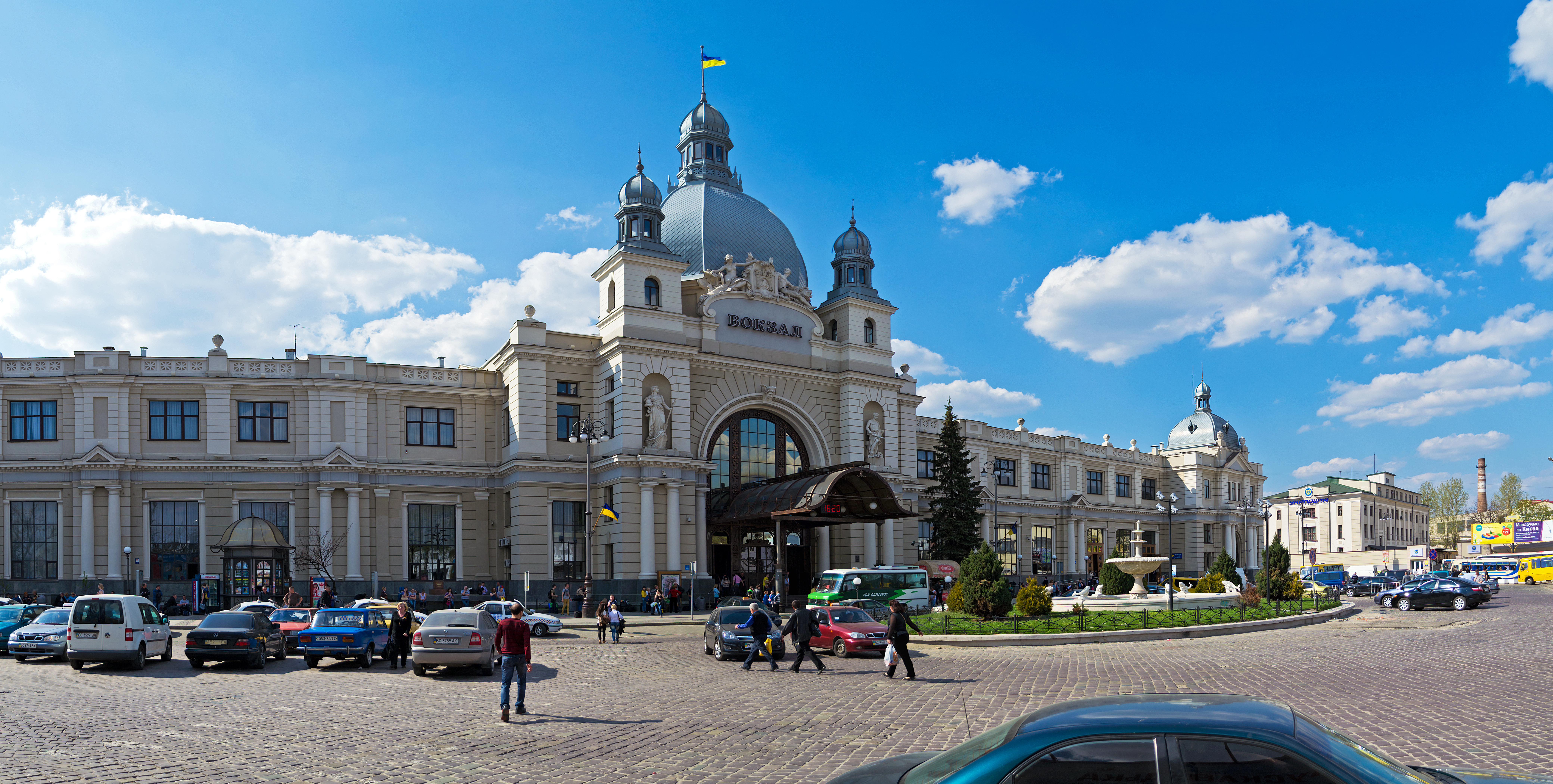
Панорама вокзалу
Інтер'єр